# 音乐雕刻
音乐雕刻又稱乐谱雕版（英語：Music Engraving），是一门以机械复制为目的，绘制高质量的音乐符号的艺术。
该工艺的名称起源于版画，是一种广泛运用的技术，音乐雕刻的歷史可追溯到十六世纪末。雕版一词现在可以指代任何高质量的乐谱绘制方法，比如特指计算机上的乐谱排版和手抄谱。

## 传统雕刻技术

### 乐谱雕版风格的要素
机械的乐谱雕版始于15世纪中叶。随着音乐作品越发复杂，制作准确的乐谱也需要更好的技术。与文本印刷不同，乐谱雕版同时存在多种不同类型的内容，和弦、力度变化记号和其他记号都要保证位置精确。如果包括歌词，歌词的每个音节都要垂直匹配旋律。在水平方向上，节拍不同不仅靠符尾符杠，还与节拍放置的相对位置有关。这种精确要求给早期的乐谱雕版师带来了问题，并导致了几种乐谱雕版技术的发展。

### 活字
与书籍印刷类似，音乐印刷也在15世纪开始使用活字。早期使用活字印刷的乐谱雕版师面临的核心问题是如何将音符、横线和文字适当地结合起来。通常，五线谱在印刷前手工绘制，或者在印刷后添加到印刷好的乐谱中。Ottavio Petrucci是十六世纪初最具创新精神的乐谱出版商之一，他使用了一种三重压印技术，将谱线、文字和音符分三步印刷。

### 雕版
尽管雕版技术自15世纪初以来一直用于创作视觉艺术和地图，但直到 1581 年才应用于音乐。 在这种方法中，一整页音乐的镜像被刻在金属板上。然后将墨水涂在凹槽上，然后将乐谱转移到纸上。金属板可以存储和重复使用，这使得这种方法成为音乐雕刻师的一个有吸引力的选择。铜是早期金属板的首选金属，但到了 18 世纪，由于其延展性和成本较低而成为标准材料。 
这种方法会将整页音乐的镜像刻在一个金属板上，然后将油墨涂在凹槽上，再转移到纸上。金属板可以储存并重复使用，这使得这种方法对音乐雕刻家来说很有吸引力。金属板早期选择铜制，但到了18世纪，由于其可塑性和较低的成本，白镴（一种锡铅合金）成为标准材料。
金属板最早是完全用手雕刻的，而后来音乐雕刻师发明了一些工具来帮助工作，如：
- 用来画五线谱和小节线的记谱器（Scorer）
- 用来画渐强和渐弱的椭圆刻刀
- 用来画延音线和附加线的扁平雕刻器
- 用来画符头、谱号、变音记号和字母的打孔器[3]

直到 19 世纪后期，雕版印刷一直是音乐印刷的首选方法，此时摄影技术的发展加速了它的衰落。 尽管如此，这项技术仍然一直保存到今天，并且亨乐出版社等出版商仍然偶尔使用它。 

### 手抄
历史上，音乐家需要在空白纸上逐一画出五线谱的谱线。后来出现了预先印上了五线谱的五线谱纸，可以直接用铅笔或墨水在上面书写。
在 20 世纪，乐谱纸有时印在犊皮纸或葱皮纸上，这是一种耐用、半透明的材料，使音乐家更容易纠正错误并修改作品。这个时期，乐谱抄写员经常受雇从作曲家的总谱中手工抄写各个演奏员的分谱。整洁、快速和准确是一个熟练的抄写员所应具备的特征。

### 其他技术
- 石版印刷：类似于雕版印刷，其将音乐蚀刻在石灰石上，然后用酸烧在表面上，保存石板以备使用。 [5]
- 音乐打字机：最初开发于 19 世纪后期，这项技术直到 20世纪初才流行起来。这些机器需要使用预先印好五线谱的手稿纸。 [6]这种技术因其排版质量低，并没有推广开。 [7]

## 计算机乐谱雕版
随着20世纪80年代以来个人电脑的出现，传统的乐谱雕版逐渐衰落，因为现在可以通过专门设计的电脑软件来完成这项工作。这种软件叫制谱软件，专为撰写、编辑、打印和回放音乐而设计，虽然只有少数软件的效果可以媲美高质量的传统雕刻。制谱软件有许多先进的功能，比如从总谱中生成分谱、转录MIDI键盘上演奏的音乐、通过MIDI回放乐谱等。
自20世纪80年代开始，Sibelius、Mozart、MuseScore和Finale等所见即所得软件，让音乐家在电脑屏幕上输入内容后显示的内容和最终打印的效果别无二致。这类软件将乐谱存储在专有或标准化格式的文件中，通常不能让人类直接阅读。
其他软件，如GNU LilyPond和Philip's Music Writer，从普通的文本文件中读取输入，这些文件的内容类似于计算机宏编程语言，记录了几乎不含布局规范要求的纯音乐内容。软件将这些文字描述翻译成完全雕刻的图形页面，以查看或发送打印，处理从高级布局到字形绘制的各种外观决定。其乐谱输入的过程会反复迭代，类似于用于调试计算机程序的编辑-编译-执行的循环。
除了现有的应用程序之外，还有一些用于乐谱雕版的编程库，例如Vexflow（Javascript库）、Verovio （页面存档备份，存于）（C++、Javascript和Python）、Guido Engine （页面存档备份，存于）（C++库）和Manufaktura Controls （页面存档备份，存于）（. NET库）。这些库的主要目的是减少开发具有乐谱渲染功能的软件所需的时间。

## 扩展阅读
- Elaine Gould. Behind Bars: The Definitive Guide to Music Notation Faber Music Ltd, London.

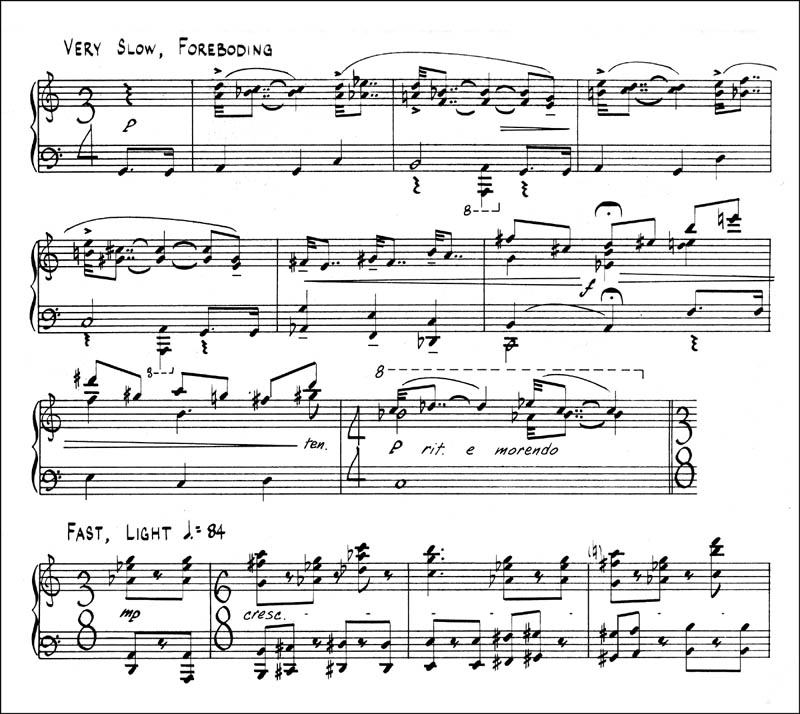
用墨水手抄的钢琴乐谱手稿样本。

- Ted Ross. Teach Yourself The Art of Music Engraving & Processing Hansen Books, Florida.
- Clinton Roemer. The Art of Music Copying: The Preparation of Music for Performance. Roerick Music Co., Sherman Oaks, California.